# Richard Finno
Richard J. Finno (geb. vor 1975) ist ein US-amerikanischer Bauingenieur (Geotechnik).
Finno studierte Bauingenieurwesen an der University of Illinois (Bachelor 1975) und der Stanford University, wo er 1976 seinen Master-Abschluss machte und 1983 promovierte. 1983 wurde er Assistant Professor am Illinois Institute of Technology und 1986 an der  Northwestern University, wo er 1989 Associate Professor und 1993 Professor wurde.
Von 1976 bis 1978 war er Ingenieur für Bodenmechanik bei Sargent and Lundy in Chicago. 1979/80 war er Assistant Project Engineer und 1981 Projektingenieur bei Woodward-Clyde Consultants in Chicago und San Francisco. Daneben beriet er zahlreiche Firmen wie STS Consultants und Geosyntec Consultants.
Finno kombinierte Feld-Messmethoden an geotechnischen Konstruktionen (wie Tunneln und tiefen Baugruben) und stellte Vergleiche mit numerischer und analytischer Modellierung an, was er zu einer adaptiven Observationsmethode zum Beispiel bei tiefen Baugruben entwickelte. 
2009 erhielt er den Terzaghi Award.  Er erhielt 1994 den Walter Huber Forschungspreis, den Harry Schnabel Jr. Award, den Middlebrooks Award (zweimal, unter anderem 2004) und den Casagrande Preis (1990) der American Society of Civil Engineers (ASCE) und war 2007 Ingenieur des Jahres der Sektion Illinois der ASCE, deren Geotechnik Abteilung er 1987/88 vorstand. 1994 bis 1998 war er Vorsitzender des Komitees für Earth Retaining Structures der Geotechnical Engineering Division der ASCE.